# Кріс Джексон (футболіст)
Кріс Джексон (англ. Chris Jackson; нар. 18 липня 1970, Нейпір) — новозеландський футболіст, що грав на позиції півзахисника.
Виступав, зокрема, за клуби «Нейпір Сіті Роверс», «Футбол Кінгз» та «Вайтакере Юнайтед», а також національну збірну Нової Зеландії.

## Клубна кар'єра
У дорослому футболі дебютував 1988 року виступами за команду «Нейпір Сіті Роверс», в якій провів чотири сезони і виграв Національну футбольну лігу Нової Зеландії у 1989 році.
Згодом 1992 року Джексон відправився до Австралії, де пограв за місцеві «Мельбурн Кроейша» та «Фоукнер Блюз», після чого 1995 року повернувся в «Нейпір Сіті Роверс».
У 1996–1997 роках Кріс грав на батьківщині за «Мірамар Рейнджерс», а потім виступав у Сингапурі за «Тампінс Роверс».
1999 року Джексон став гравцем першого новоствореного професіонального клубу Нової Зеландії «Футбол Кінгз», який був заявлений до австралійської Національної футбольної ліги. Відіграв за команду з Окленда наступні п'ять сезонів своєї ігрової кар'єри, поки НФЛ не була закрита, а з нею і розпущено команду.
2004 року уклав контракт з клубом «Вайтакере Юнайтед», у складі якого провів наступні три роки своєї кар'єри гравця і виграв клубний чемпіонат Океанії у 2007 році.
Протягом 2007—2009 років захищав кольори нижчолігового австралійського клубу «Дандалу», а завершив ігрову кар'єру там же у команді «Саут Кост Вулвз», за яку виступав протягом 2010 року.

## Виступи за збірну
19 вересня 1992 року дебютував в офіційних матчах у складі національної збірної Нової Зеландії в грі проти Фіджі (0:0). Поступово став основним гравцем, зігравши у обох матчах на Кубку націй ОФК 1996 року проти Австралії, але його команда програла (0:0 і 0:3) та не вийшла у фінал.
Втім вже на наступному Кубку націй ОФК 1998 року в Австралії новозеландці здобули титул переможця турніру, а Зорічіч зіграв у всіх чотирьох матчах —проти Таїті, Вануату, Фіджі та фіналу проти Австралії. Перемога дозволила новозеландцям представляти федерацію на Кубку конфедерацій 1999 року, вперше у своїй історії. На турнірі в Мексиці Кріс зіграв у всіх трьох матчах — з США, Німеччиною та Бразилією, але його команда програла всі три гри і не вийшла з групи.
На черговому Кубку націй ОФК 2000 року у Французькій Полінезії Джексон зіграв у чотирьох матчах, забивши гол у гру проти Таїті, а його команда поступилась австралійцям у фіналі і здобула лише «срібло». 
За два роки на домашньому Кубку націй ОФК 2002 року Джексон вдруге у кар'єрі здобув титул переможця турніру, і знову як основний гравець, зігравши чотири матчі. Це дозволило збірній і Крісу ще раз поїхати на розіграш Кубка конфедерацій 2003 року. На турнірі у Франції Джексон взяв участь у двох матчах, з Японією та Францією, і гра проти французів (0:5) 22 червня стала останньою для Кріса у збірній. 
Всього протягом кар'єри у національній команді, яка тривала 12 років, провів у її формі 60 матчів, забивши 10 голів.

## Титули і досягнення
- Володар Кубка націй ОФК: 1998, 2002
- Срібний призер Кубка націй ОФК: 2000
- Гравець року в Новій Зеландії: 1992, 1995
- Молодий гравець року в Новій Зеландії: 1988 рік